# Сен-Констан
Сен-Конста́н (фр. Saint-Constant, окс. Sant Constant) — коммуна во Франции, находится в регионе Овернь. Департамент — Канталь. Входит в состав кантона Мор. Округ коммуны — Орийак.
Код INSEE коммуны — 15181.
Коммуна расположена приблизительно в 470 км к югу от Парижа, в 140 км юго-западнее Клермон-Феррана, в 32 км к юго-западу от Орийака.

## Население
Население коммуны на 2008 год составляло 565 человек.
| 1962 | 1968 | 1975 | 1982 | 1990 | 1999 | 2008 |
| ---- | ---- | ---- | ---- | ---- | ---- | ---- |
| 727  | 704  | 703  | 689  | 659  | 553  | 565  |

## Администрация
| Период | Период | Фамилия          | Партия | Примечания |
| ------ | ------ | ---------------- | ------ | ---------- |
| 2001   | 2008   | Рауль Парра      |        |            |
| 2008   |        | Реймон Фонтанель |        |            |

## Экономика

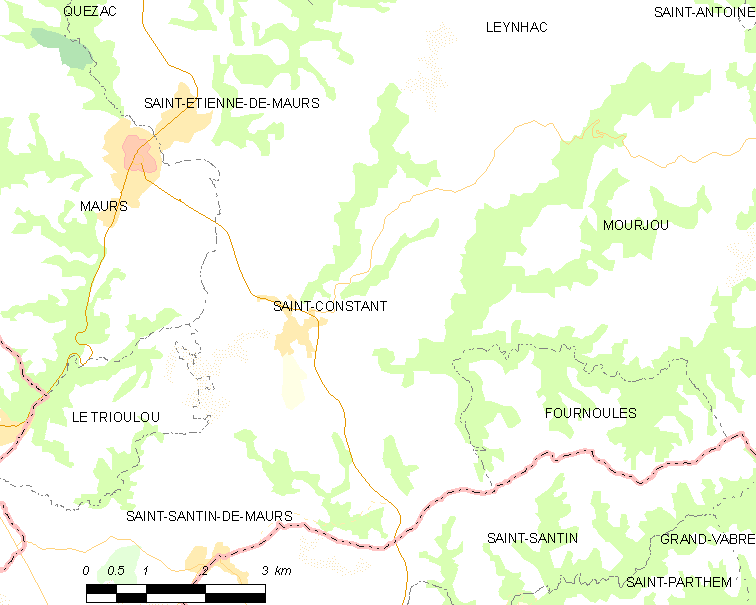
Карта коммуны

В 2007 году среди 327 человек в трудоспособном возрасте (15—64 лет) 239 были экономически активными, 88 — неактивными (показатель активности — 73,1 %, в 1999 году было 69,7 %). Из 239 активных работали 227 человек (128 мужчин и 99 женщин), безработных было 12 (6 мужчин и 6 женщин). Среди 88 неактивных 20 человек были учениками или студентами, 38 — пенсионерами, 30 были неактивными по другим причинам.

## Достопримечательности
- Руины замка Мерль (другое название — Шоль; XIII век). Памятник истории с 1964 года[3]